# Ștefan Stoica
Ștefan Stoica (Melinești, 23 giugno 1967) è un allenatore di calcio ed ex calciatore rumeno, di ruolo attaccante, c.t. della nazionale Under-21 moldava.

## Palmarès

### Giocatore

#### Competizioni nazionali
- Campionato rumeno: 1

U Craiova: 1990-1991
- Coppa di Romania: 1

U Craiova: 1990-1991